# Ліси Блакитних гір
Ліси Блакитних гір (ідентифікатор WWF: NA0505) — неарктичний екорегіон хвойних лісів помірної зони, розташований на Північному Заході США.

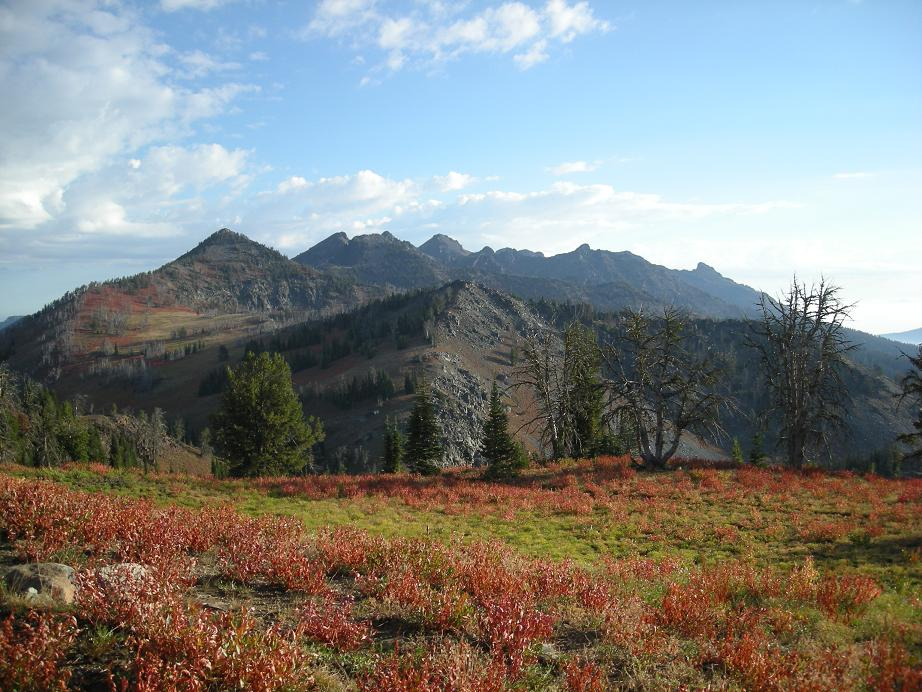
Гори Семи Дияволів

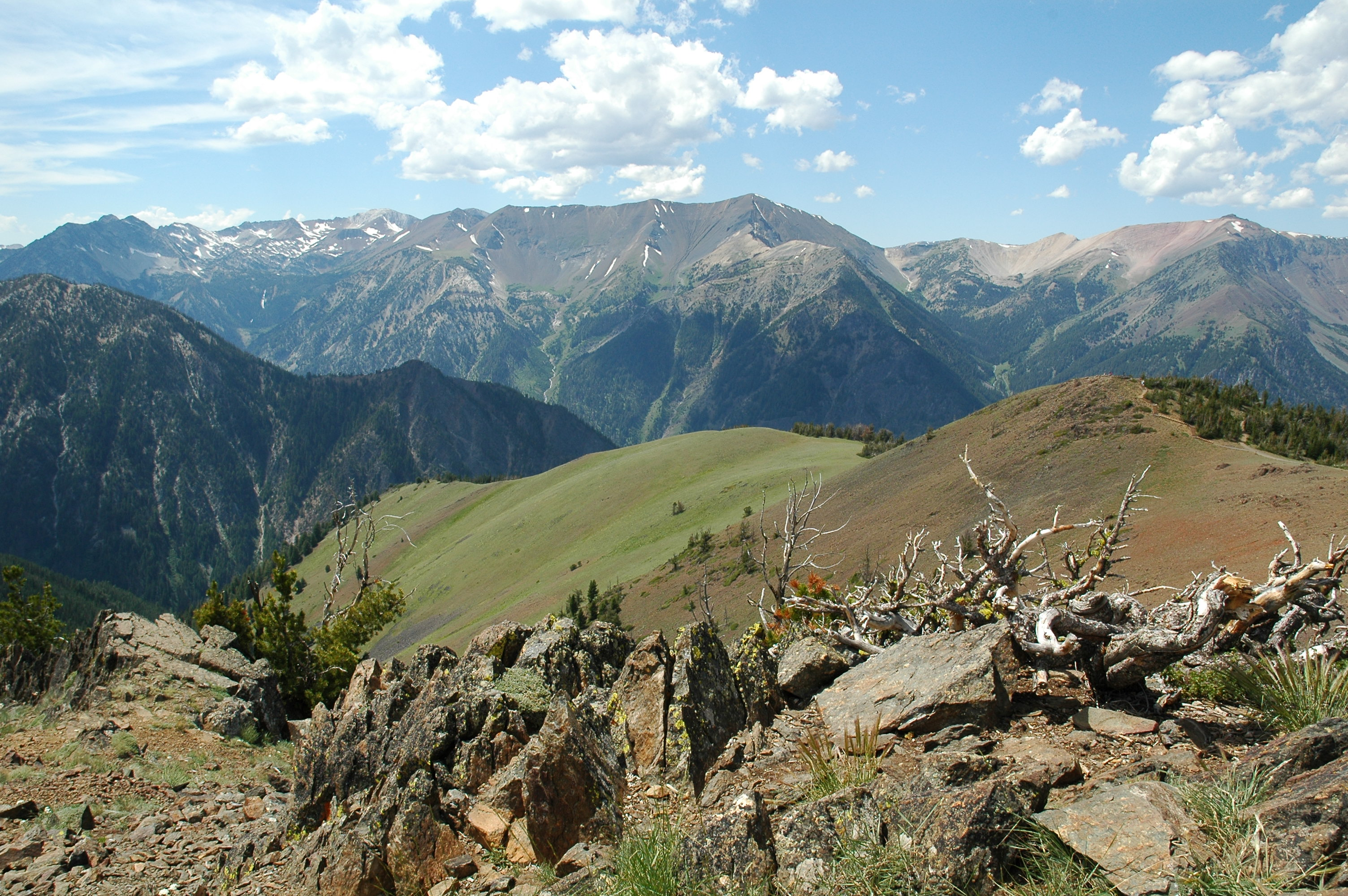
Гори Валлова

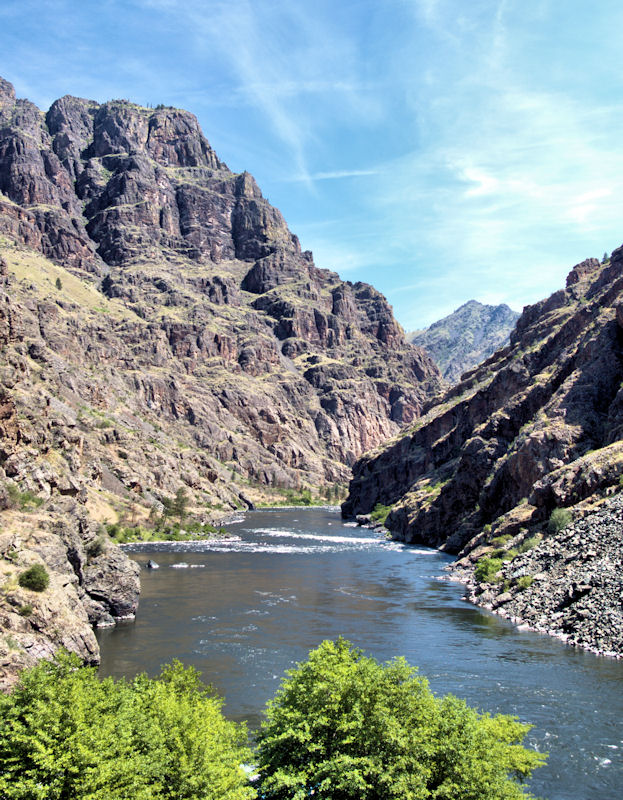
Каньйон річки Снейк

## Географія
Екорегіон лісів Блакитних гір розташований в центрі та на північному сході штату Орегон, а також в прилеглих районах на південному сході Вашингтону та на заході Айдахо. Він охоплює Блакитні гори, що простягаються із заходу на схід, відділяючи Колумбійське плато на півночі від Снейкського плато на півдні. На захід від Блакитних гір, за долиною річки Дешут, з півночі на південь простягаються Каскадні гори, а на схід від них, за долиною річки Снейк, — Скелясті гори.
Екорегіон характеризується надзвичайною геологічною неоднорідністю. Він включає гірські хребти та долини, річкові каньйони та заплави. Як і Каскадні гори, Блакитні гори мають переважно вулканічне походження. Однак основу Блакитних гір складають гранітні інтрузиви, морські осадові породи та метаморфічні породи. На заході регіону зустрічаються палеозойські гірські породи віком понад 300 мільйонів років, які є одними з найстаріших порід Орегону, а у Національній пам'ятці скам'янілостей Джон-Дей — більш молоді кайнозойські породи, серед яких трапляються численні скам'янілості рослин та хребетних тварин. Внаслідок масштабного виверження трапових вулканів 17-14 мільйонів років тому значна частина регіону була вкрита базальтовою лавою. Ґрунти регіону мають переважно вулканічне походження.
Блакитні гори складаються з низки гірських хребтів, таких як Строберрі, Грінхорн, Елкхорн, Олдріч та Морі. На заході екорегіону лежать пологі гори Очоко, а на сході екорегіону — стрімкі гори Валлова, також відомі як Орегонські Альпи, які є східним відгалуженням Блакитних гір, та гори Семи Дияволів, які є частиною Скелястих гір. Гори Семи Дияволів відділені від Блакитних гір Пекельним каньйоном шириною 16 км та глибиною 2436 м, який прорізала річка Снейк. Це один з найбільших та найглибших каньйонів у світі. Серед річок, що беруть початок в горах регіону, слід відзначити Гранд-Ронд, Паудер та Малур, які є притоками Снейку, а також Джон-Дей та Уматіллу, які впадають в Колумбію. Висота гір екорегіону переважно коливається від 2100 до 2900 м над рівнем моря, а улоговин — від 750 до 900 м над рівнем моря. Найвищою вершиною екорегіону є Пік Сакаджавеї заввишки 3000 м, розташований в горах Валлова.

## Клімат
В межах екорегіону переважає середземноморський клімат (Csb за класифікацією кліматів Кеппена) або континентальний клімат (Dsb або Dfb за класифікацією Кеппена), а у високогір'ях — помірний морський клімат (Cfb за класифікацією Кеппена), субарктичний клімат (Dsc за класифікацією Кеппена) або тундровий клімат (ET за класифікацією Кеппена). Літо в регіоні тепле або спекотне, а зима холодна. Середньорічна кількість опадів коливається від 305 до 1270 мм, більшість з яких випадає взимку.

## Флора
В межах екорегіону зустрічаються різноманітні рослинні угруповання, розподіл яких залежить від висоти над рівнем моря, ґрунтів, клімату та експозиції. У посушливих долинах та передгір'ях переважають луки, основу яких складають багаторічні трави, зокрема колосистий житняк (Pseudoroegneria spicata) та айдахська костриця (Festuca idahoensis), напівпустельні чагарникові степи, у яких домінують чагарники гірського тризубчастого полину (Artemisia tridentata subsp. vaseyana) та рідколісся західних яловців (Juniperus occidentalis). У цих районах дерева здебільшого обмежені локально більш прохолодними та вологими місцями.
На середніх висотах, де випадає достатня кількість опадів, переважають хвойні ліси, у яких переважають тисолисті дуґласії (Pseudotsuga menziesii var. glauca), велетенські ялиці (Abies grandis), жовті сосни (Pinus ponderosa) та західні модрини (Larix occidentalis). У високогір'ях переважають субальпійські ліси, основу яких складають субальпійські ялиці (Abies lasiocarpa), ялини Енгельмана (Picea engelmannii), білокорі сосни (Pinus albicaulis) та скручені сосни (Pinus contorta), а на найвищих вершинах — криволісся та альпійські луки.
Екорегіон містить одні з найбільших у Північній Америці масивів вікових пралісів. Основними факторами порушень в лісах регіону історично виступали пожежі різної інтенсивності та частоти. Інтенсивна лісозаготівля та випас худоби, боротьба з пожежами та вторгнення екзотичних видів істотно змінили природний режим пожеж. 

## Фауна
Серед поширених в екорегіоні ссавців слід відзначити єллоустоунського лося (Alces alces shirasi), гірського вапіті (Cervus canadensis nelsoni), чорнохвостого оленя (Odocoileus hemionus), білохвостого оленя (Odocoileus virginianus), товсторога (Ovis canadensis), вилорога (Antilocapra americana), американського зайця (Lepus americanus), гірського кролика (Sylvilagus nuttallii), канадського голкошерста (Erethizon dorsatum), червону вивірку (Tamiasciurus hudsonicus), вивірку Дугласа (Tamiasciurus douglasii), північну літягу (Glaucomys sabrinus), жовточеревого бабака (Marmota flaviventris), соснового бурундука (Neotamias amoenus), малого бурундука (Neotamias minimus), золотистого ховраха (Callospermophilus lateralis), колумбійського ховраха (Urocitellus columbianus), ховраха Белдінга (Urocitellus beldingi) та пишнохвостого лісового хом'яка (Neotoma cinerea).
Серед великих хижаків, поширених в регіоні, слід відзначити барибала (Ursus americanus), північноамериканську пуму (Puma concolor couguar) та руду рись (Lynx rufus), а серед дрібніших хижих ссавців — койота (Canis latrans), звичайну лисицю (Vulpes vulpes), звичайну росомаху (Gulo gulo), тихоокеанську куницю (Martes caurina), довгохвосту ласицю (Neogale frenata), американського горностая (Mustela richardsonii), американського борсука (Taxidea taxus), смугастого скунса (Mephitis mephitis) та звичайного ракуна (Procyon lotor). На берегах річок зустрічаються канадські бобри (Castor canadensis), канадські видри (Lontra canadensis), річкові візони (Neogale vison) та болотяні ондатри (Ondatra zibethicus), а у високогір'ях — снігові кози (Oreamnos americanus) та американські пискухи (Ochotona princeps). Гризлі (Ursus arctos horribilis) та вовки (Canis lupus) були винищені у Блакитних горах, однак за останні десятиліття вовки поступово почали повертатися в регіон.
Серед поширених в екорегіоні птахів слід відзначити жовтобрового тетерука (Dendragapus obscurus), канадську дикушу (Canachites canadensis), білоголового орлана (Haliaeetus leucocephalus), бородату сову (Strix nebulosa), канадську сплюшку (Psiloscops flammeolus), каліфорнійського сичика-горобця (Glaucidium californicum), північну жовну (Dryocopus pileatus), білоголового дятла (Leuconotopicus albolarvatus), соснового дятла-смоктуна (Sphyrapicus thyroideus), ялинового дятла (Picoides dorsalis), північного дятла (Picoides arcticus), канадську кукшу (Perisoreus canadensis), блакитну сойку (Gymnorhinus cyanocephalus), чорноголову сизойку (Cyanocitta stelleri), американську горіхівку (Nucifraga columbiana), сірого пронурка (Cinclus mexicanus), повзика-крихітку (Sitta pygmaea), світлоброву золотомушку (Regulus satrapa), гірську гаїчку (Poecile gambeli), північного солітаріо (Myadestes townsendi), середнього блакитника (Sialia currucoides), плямистоволого дрозда-короткодзьоба (Catharus guttatus), західного пісняра-лісовика (Setophaga townsendi), соснового чижа (Spinus pinus), ялинового шишкаря (Loxia curvirostra), рожевоволу чечевицю (Haemorhous cassinii), жовтобрового кіпаля (Hesperiphona vespertina) та сивоголового катуньчика (Leucosticte tephrocotis). У прерії Зумвальт, на базальтовому міжгірському плато, зустрічається багато рідкісних хижих птахів, зокрема королівські канюки (Buteo regalis), прерієві канюки (Buteo swainsoni), неоарктичні канюки (Buteo jamaicensis), беркути (Aquila chrysaetos) та зимняки (Buteo lagopus). 
У гірських річках регіону нерестяться чавичі (Oncorhynchus tshawytscha), кижучі (Oncorhynchus kisutch), райдужні форелі (Oncorhynchus mykiss), великоголові палії (Salvelinus confluentus) та тихоокеанські міноги (Entosphenus tridentatus).

## Екорегіони IV рівня

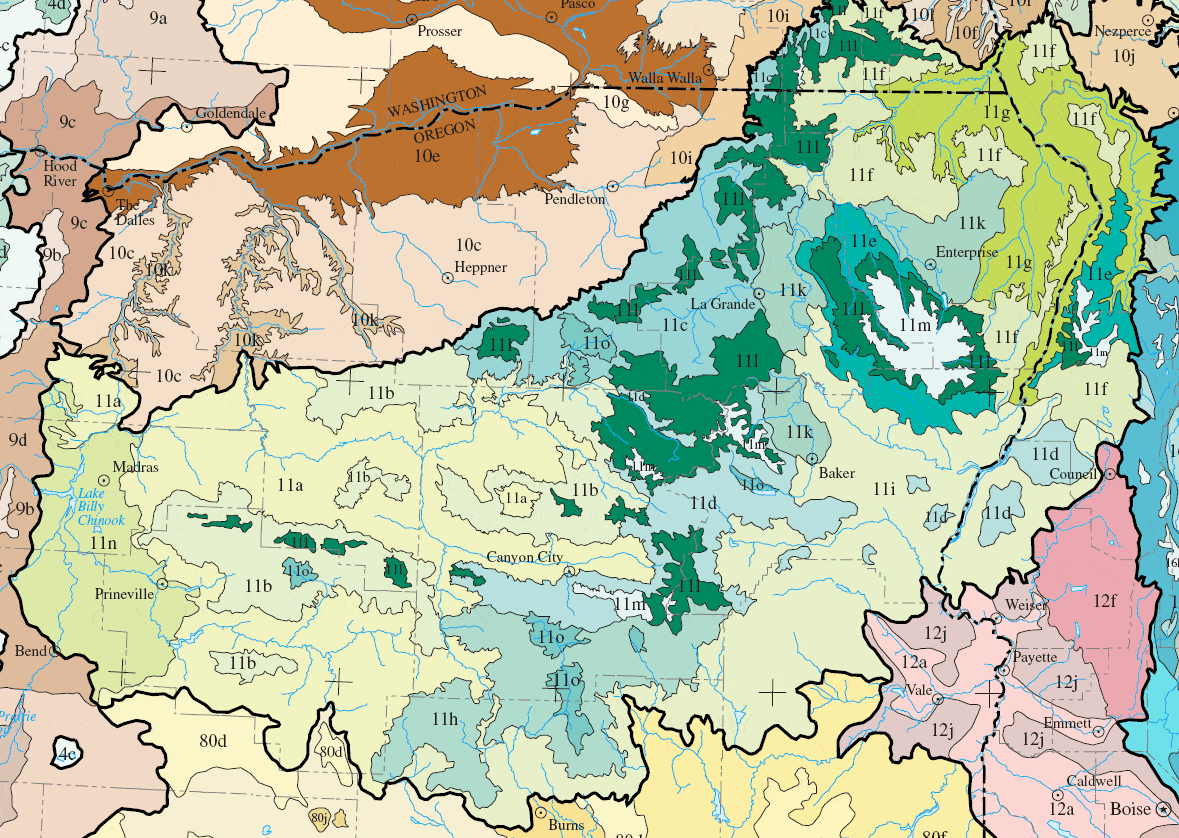
Мапа екорегіонів IV рівня

У схемі екорегіонів Агенції з охорони довкілля США екорегіон лісів Блакитних гір відомий як екорегіон III рівня «Блакитні гори». У межах цього екорегіону виділяють чотирнадцять екорегіонів рівня IV: височини Джон-Дей та Кларно, нагір'я Джон-Дей та Кларно, зону морського впливу, Меланж, гори Валлова та Семи Дияволів, каньйони та розсічені нагір'я, каньйони та розсічені височини, нагір'я континентальної зони, передгір'я континентальної зони, долини Блакитних гір, зону мезофільних лісів, субальпійсько-альпійську зону, долину річки Дешут та прохолодні долини.

### Височини Джон-Дей та Кларно (11a)
Регіон височин Джон-Дей та Кларно охоплює напівпустельні передгір'я, по яким розкидані останці, сильно розчленовані пагорби, вкриті різнокольоровими шарами попелу, та невисокі гори, що оточують напівкільцем західну окраїну Блакитних гір. Його висота коливається від 350 до 1700 м над рівнем моря. Більша частина регіону лежить у басейнах річок Джон-Дей та Крукед. Тут переважає континентальний клімат, дещо пом'якшений морським впливом.
Височини та передгір'я регіону вкриті луками, на яких домінують колосисті житняки (Pseudoroegneria spicata), айдахські костриці (Festuca idahoensis), попелясті колосняки (Leymus cinereus), голкові трави Тербера (Eriocoma thurberiana) та чагарники вайомінгського тризубчастого полину (Artemisia tridentata subsp. wyomingensis). На вершинах пагорбів поширені рідколісся західних яловців (Juniperus occidentalis), які в сусідньому екорегіоні нагір'їв Джон-Дей та Кларно (11b) переходять у ліси жовтої сосни (Pinus ponderosa). Протягом XX століття площа ялівцевих лісів значно збільшилася за рахунок полинових степів та луків завдяки боротьбі з пожежами та інтенсивному випасу худоби у поєднанні з кліматичними факторами. У прибережних районах зростають ромболисті вільхи (Alnus rhombifolia), віргінські черемхи (Prunus virginiana), верби (Salix spp.), каліфорнійські тополі (Populus trichocarpa), водяні берези (Betula occidentalis), ломиноси (Clematis spp.) та чагарники садового жасмину (Philadelphus spp.).
Регіон височин Джон-Дей та Кларно є найбільшим субрегіоном Блакитних гір. Він охоплює 13 007 км² в Орегоні, зокрема всі три ділянки Національної пам'ятки скам'янілостей Джон-Дей, а також частину резервації Ворм-Спрінгс та Національних луків річки Крукед.

### Нагір'я Джон-Дей та Кларно (11b)

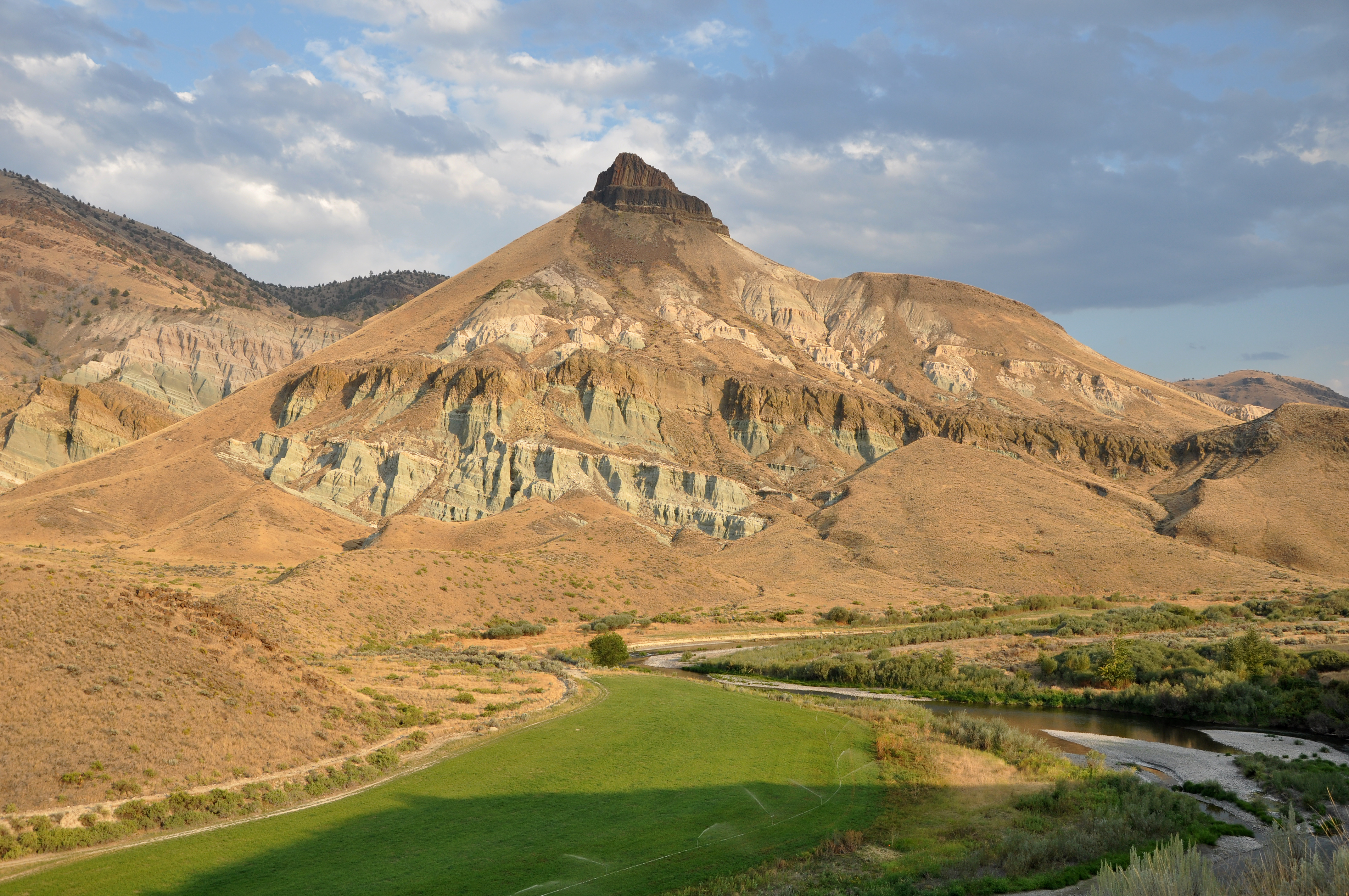
Овеча скеля у Національній пам'ятці скам'янілостей Джон-Дей

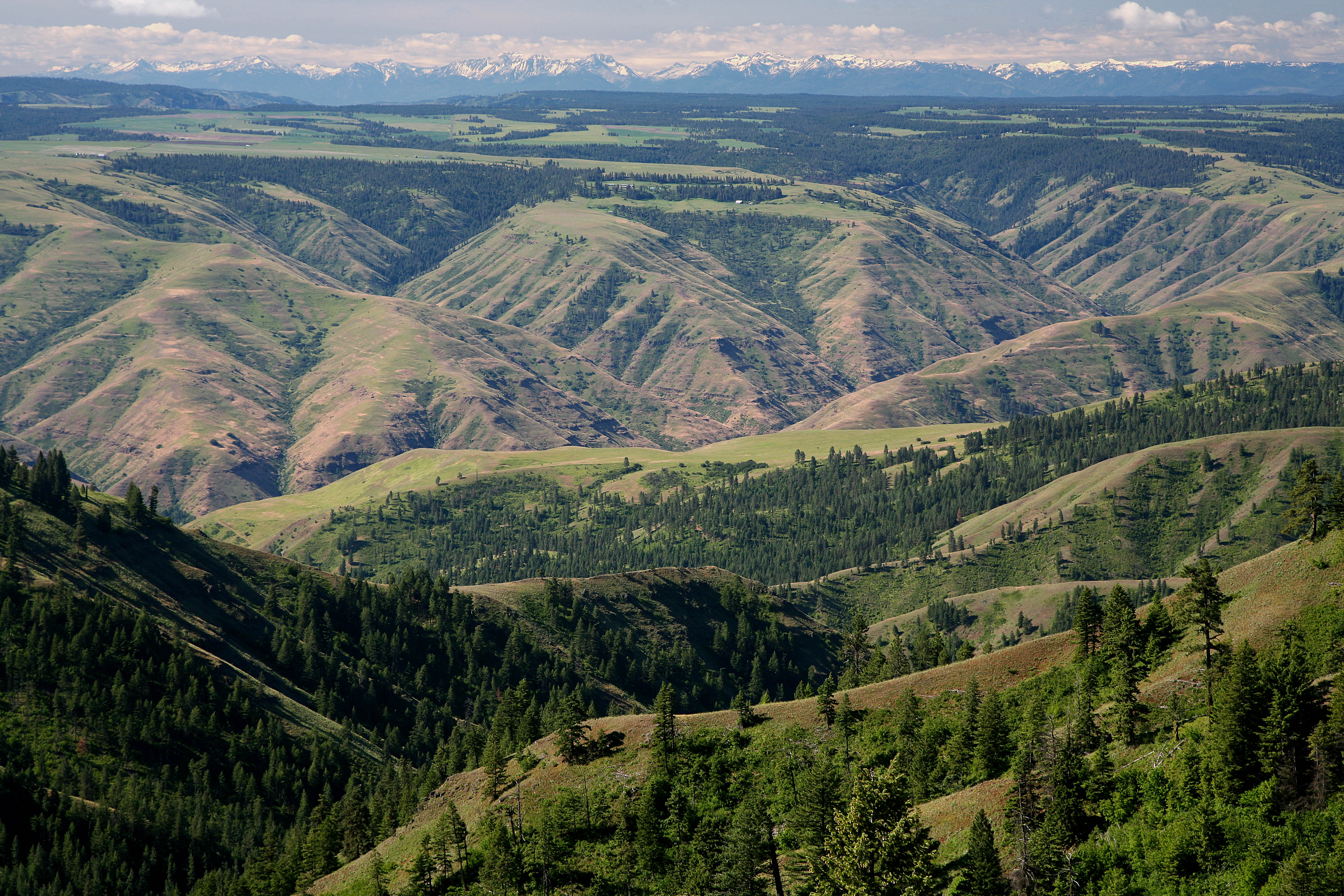
Долина річки Гранд-Ронд в горах Елкхорн

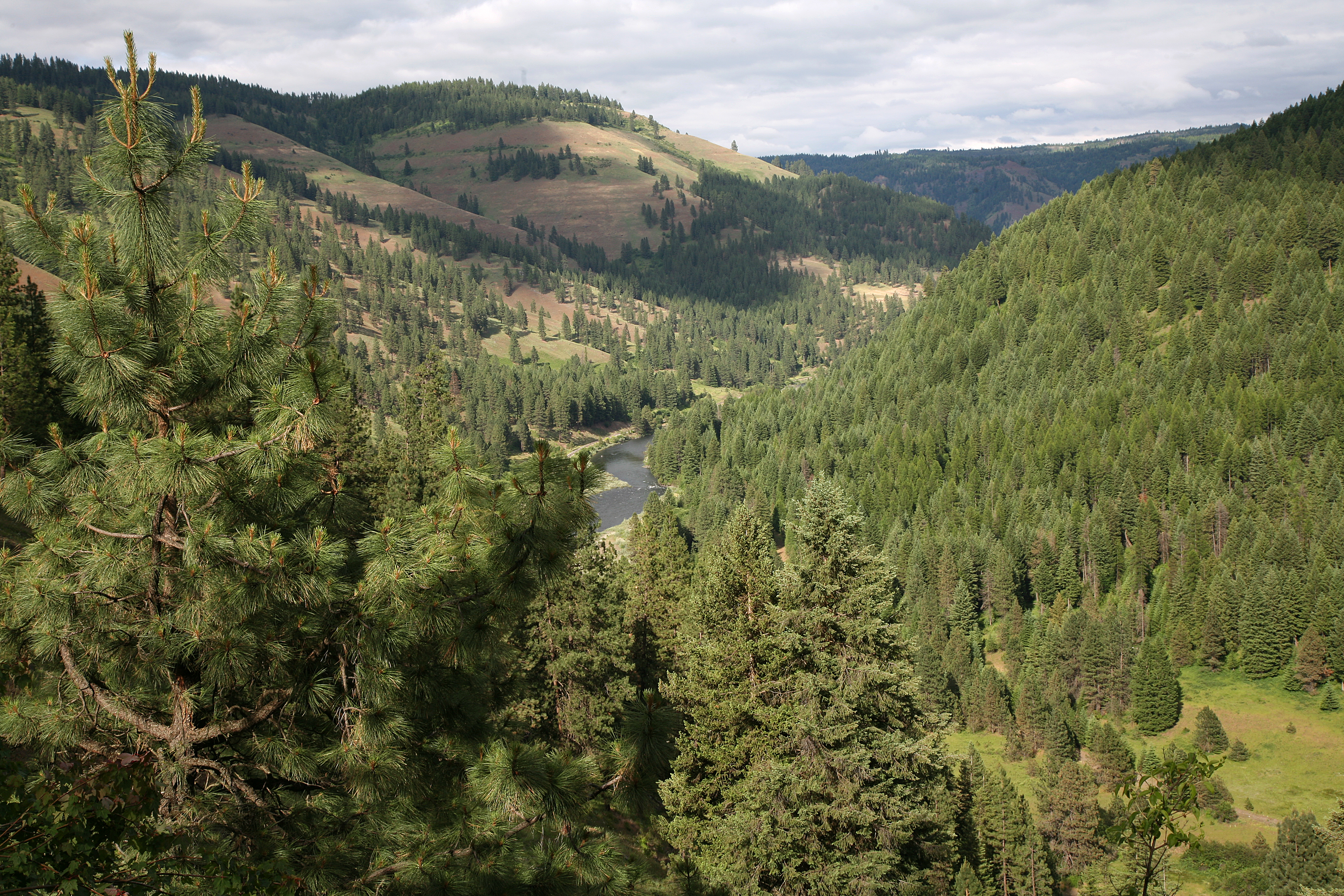
Долина річки Гранд-Ронд у Національному лісі Уматілла

Регіон нагір'їв Джон-Дей та Кларно охоплює помірно або сильно розчленовані пагорби та невисокі гори, що лежать на західній окраїні Блакитних гір, зокрема гори Очоко та Морі. Його висота коливається від 900 до 2000 м над рівнем моря. Широкі водні потоки регіону живляться джерелами більше, ніж талими сніговими водами. Континентальний клімат регіону пом'якшений впливом моря; тут не так сухо, а коливання температури не такі значні, як у регіоні континентальних нагір'їв (11h).
Рослинний покрив регіону представлений відкритими лісами жовтої сосни, у яких окрім жовтих сосен (Pinus ponderosa) також зустрічаються тисолисті дуґласії (Pseudotsuga menziesii var. glauca) та західні яловці (Juniperus occidentalis). В підліску цих лісів переважають чагарники кучерявих хвостоплідників (Cercocarpus ledifolius), сніжноягідників (Symphoricarpos spp.) та гірського тризубчастого полину (Artemisia tridentata subsp. vaseyana), а також осока Геєра (Carex geyeri), купини айдахської костриці (Festuca idahoensis) та колосистого житняка (Pseudoroegneria spicata). У прибережних районах ростуть велетенські ялиці (Abies grandis), білі вільхи (Alnus incana), паросткові дерени (Cornus sericea), тихоокеанські бульбашники (Physocarpus capitatus), шипшини Вудса (Rosa woodsii), голі клени (Acer glabrum) та верби (Salix spp.). Історично у старих лісах жовтої сосни регулярно спалахували низькоінтенсивні пожежі, які знищували підлісок, однак не призводили до загибелі дорослих дерев. Наразі, після десятиліть боротьби з лісовими пожежами та суцільних вирубок, землевпорядники намагаються імітувати історичний режим пожеж, щоб позбавитися від густого підліску, який призводить до масштабних, інтенсивних пожеж.
Регіон охоплює 6410 км² в штаті Орегон. Він включає частини Національних лісів Очоко, Малур та Уматілла, а також нижні висоти Природних зон Мілл-Крік, Брідж-Крік, Блек-Каньйон та Норт-Форк-Джон-Дей.

### Зона морського впливу (11c)
Регіон зони морського впливу охоплює північну частину Блакитних гір, яка безпосередньо перебуває під впливом океанічних повітряних мас, що рухаються на схід через каньйон річки Колумбія. Регіон охоплює розчленоване, дещо горбисте базальтове вулканічне плато та гірські долини. Його висота коливається від 900 до 1830 м над рівнем моря. Ґрунти регіону, основу яких складає лес та вулканічний попіл, зберігають достатньо вологи для підтримки лісів на більш низьких висотах, ніж в інших частинах екорегіону.
Рослинний покрив регіону представлений лісами, у яких домінують жовті сосни (Pinus ponderosa), а також, меншою мірою, тисолисті дуґласії (Pseudotsuga menziesii var. glauca) та велетенські ялиці (Abies grandis). Ці ліси характеризуються відкритим лісовим наметом та густим, різноманітним чагарниковим ярусом, який може затримувати відновлення дерев після вирубки. Серед кущів, що переважають у підліску, слід відзначити паростковий дерен (Cornus sericea) та різні види сніжноягідників (Symphoricarpos spp.), бульбашників (Physocarpus spp.), таволги (Spiraea spp.) та ірги (Amelanchier spp.), а серед трав — серцелисту арніку (Arnica cordifolia), осоку Геєра (Carex geyeri), айдахську кострицю (Festuca idahoensis), однобокий тонконіг (Poa secunda), колосистий житняк (Pseudoroegneria spicata) та різні види куничника (Calamagrostis spp.).
Регіон охоплює 3603 км² в штаті Орегон, а також невелику територію на півдні Вашингтону. Він включає частину Національного лісу Уматілла.

### Меланж (11d)
Регіон Меланж охоплює розчленовані середньовисотні гори заввишки 1000-2300 м. Їх основу складає комплекс метаморфічних, метавулканічних, метаосадових і осадових порід, відомий як меланж, однак він переважно вкритий третинними базальтами. Сухі ґрунти регіону мають великий вміст магнію. Вони утворюють погане середовище для росту рослин, а проблеми лісовідновлення обмежують вирубку. Розробка розсипів золота змінила структуру русел багатьох річок та залишила великі відвальні хвости у прибережних районах. Літологія регіону впливає на його ґрунти, рослинність, а також на кількість та якість поверхневих вод. 
Рослинний покрив регіону представлений лісами, основу яких складають тисолисті дуґласії (Pseudotsuga menziesii var. glauca), жовті сосни (Pinus ponderosa), скручені сосни (Pinus contorta subsp. latifolia), а також субальпійські ялиці (Abies lasiocarpa), західні модрини (Larix occidentalis) та велетенські ялиці (Abies grandis). В підліску цих лісів переважають кучеряві хвостоплідники (Cercocarpus ledifolius), сніжноягідники (Symphoricarpos spp.), ірга (Amelanchier spp.), дрібнолисті гекльберрі (Vaccinium scoparium), малі порушники (Chimaphila menziesii), грушанки (Pyrola spp.), північні лінеї (Linnaea borealis), куничники (Calamagrostis spp.), осоки Геєра (Carex geyeri), серцелисті арніки (Arnica cordifolia), айдахські костриці (Festuca idahoensis) та колосисті житняки (Pseudoroegneria spicata). На берегах водойм зростають білі вільхи (Alnus incana), паросткові дерени (Cornus sericea), озерні порічки (Ribes lacustre), чорні смородини (Ribes nigrum), колумбійські тої (Aconitum columbianum) та різні види мертензії (Mertensia spp.). У деяких частинах регіону зустрічаються рідколісся західних яловців (Juniperus occidentalis), чагарникові степи та луки.
Регіон охоплює 3181 км² в штаті Орегон та 738 км² в штаті Айдахо. Він включає частини Національних лісів Малур, Уматілла та Паєтт, а також нижні висоти Природних зон Строберрі-Маунтін, Монумент-Рок та Норт-Форк-Джон-Дей.

### Гори Валлова та Семи Дияволів (11e)

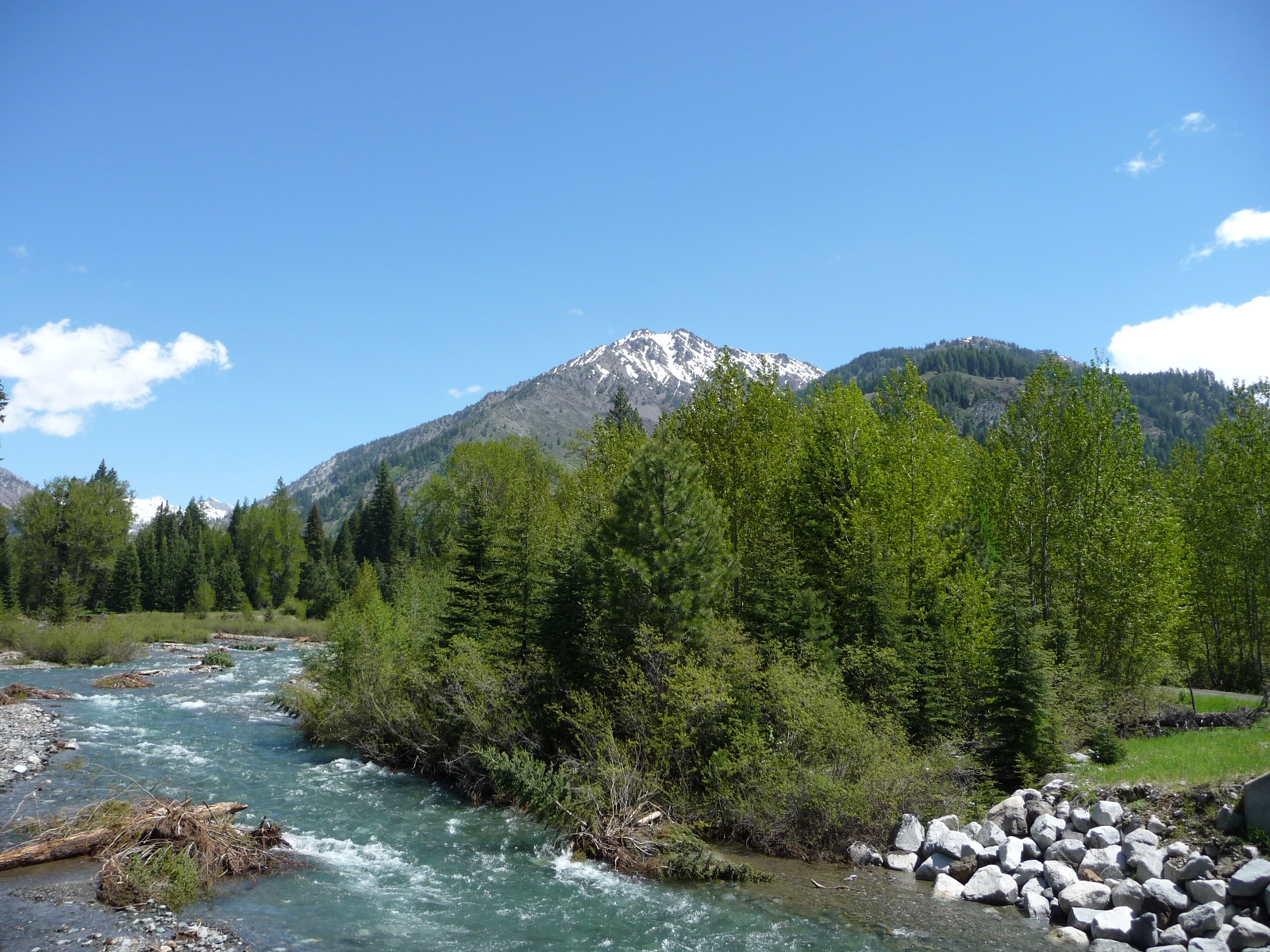
Ландшафт Національного лісу Валлова-Вітман

Регіон гір Валлова та Семи Дияволів охоплює середні висоти глибоко розчленованих гірських хребтів Валлова та Семи Дияволів. Він розташований на висоті від 900 до 2800 м над рівнем моря, між субальпійськими високогір'ями (11m) та континентальними передгір'ями (11i). Річки та струмки, долини яких слідують тектонічним розломам, утворюють тут глибокі каньйони, зокрема вражаючий Пекельний каньйон на річці Снейк.
Рослинний покрив регіону представлений хвойними лісами, основу яких складають жовті сосни (Pinus ponderosa), скручені сосни (Pinus contorta), тисолисті дуґласії (Pseudotsuga menziesii var. glauca), велетенські ялиці (Abies grandis) та західні модрини (Larix occidentalis). В їх підліску поширені голі клени (Acer glabrum), бульбашники (Physocarpus spp.), сніжноягідники (Symphoricarpos spp.), ірга (Amelanchier spp.), дрібнолисті гекльберрі (Vaccinium scoparium), північні лінеї (Linnaea borealis), малі порушники (Chimaphila menziesii), осоки Геєра (Carex geyeri), соснова трава (Calamagrostis rubescens), гірський тризубчастий полин (Artemisia tridentata subsp. vaseyana) та чагарничковий полин (Artemisia arbuscula). Структура та видовий склад чагарникового підліску помітно відрізняються у більш вологих та у більш посушливих районах. У високогір'ях зустрічаються ліси субальпійської ялиці (Abies lasiocarpa).
Регіон охоплює 1362 км² в Орегоні та 650 км² в Айдахо. Він включає частини Національних лісів Валлова-Вітмен, Не-Персе та Паєтт.

### Каньйони та розсічені нагір'я (11f)

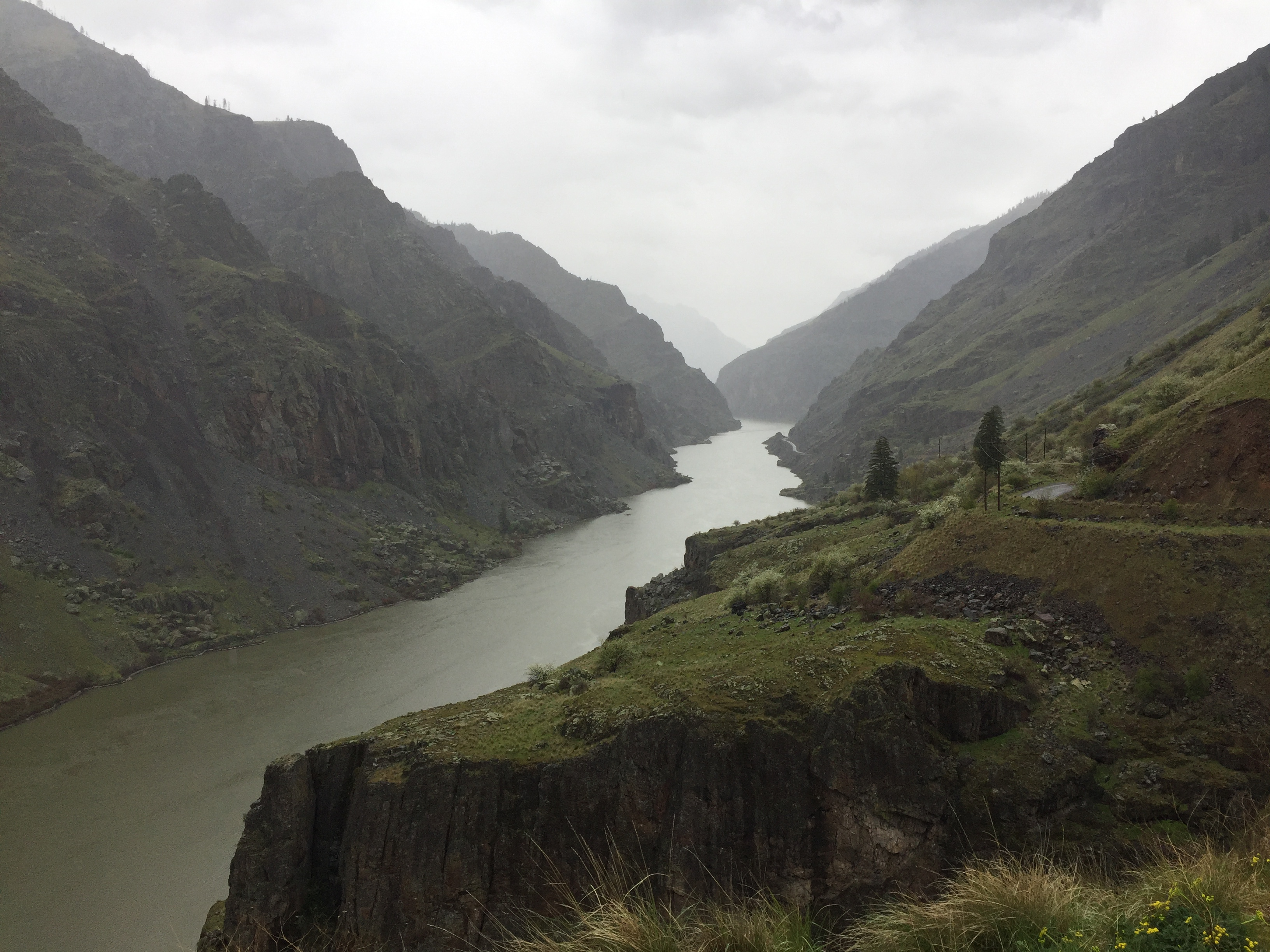
Пекельний каньйон та річка Снейк

Регіон каньйонів та розсічених нагір'їв охоплює стрімкі верхні схили річкових каньйонів та розсічені плато, що лежать у дощовій тіні гір. Він включає південну частину гір Семи дияволів та частини піднятого Колумбійського плато, де базальтові скелі були перетворені на ряди гострих хребтів, оточених глибокими каньйонами. Висота регіону коливається від 1200 до 1950 м над рівнем моря. На нижчих висотах він переходить у регіон каньйонів та розсічених височин. Стрімкий рельєф регіону обмежує людську діяльність. Клімат регіону більш сухий, ніж клімат зони мезофільних лісів, яка займає подібні висоти на західних схилах Блакитних гір. Основу ґрунтів регіону, які добре зберігають вологу, складають лес та вулканічний попіл.
В лісах, що ростуть на відносно рівних уступах, переважають тисолисті дуґласії (Pseudotsuga menziesii var. glauca), західні модрини (Larix occidentalis) та велетенські ялиці (Abies grandis), а в лісах, що ростуть на нестабільних колювіальних ґрунтах на стрімких схилах каньйонів — тисолисті дуґласії (Pseudotsuga menziesii var. glauca). Також в регіоні зустрічаються соснові ліси, у яких домінують жовті сосни (Pinus ponderosa). В їх підліску поширені чагарники бульбашників (Physocarpus spp.), сніжноягідників (Symphoricarpos spp.) та різноцвітих голодискусів (Holodiscus discolor), а також трав'янисті рослини, такі як серцелиста арніка (Arnica cordifolia), осока Геєра (Carex geyeri), айдахська костриця (Festuca idahoensis), колосистий житняк (Pseudoroegneria spicata) та однобокий тонконіг (Poa secunda). У прибережних районах зростають білі вільхи (Alnus incana), озерні порічки (Ribes lacustre), колумбійські тої (Aconitum columbianum) та дрібноцвіта малина (Rubus parviflorus).
Регіон охоплює 2831 км² в Орегоні, 1386 км² в Айдахо та деякі райони на півдні Вашингтону. Він включає частини Національних лісів Валлова-Вітмен, Не-Персе та Паєтт, Природну зону Венаха-Туканнон та Національну зону відпочинку Пекельного каньйону.

### Каньйони та розсічені височини (11g)

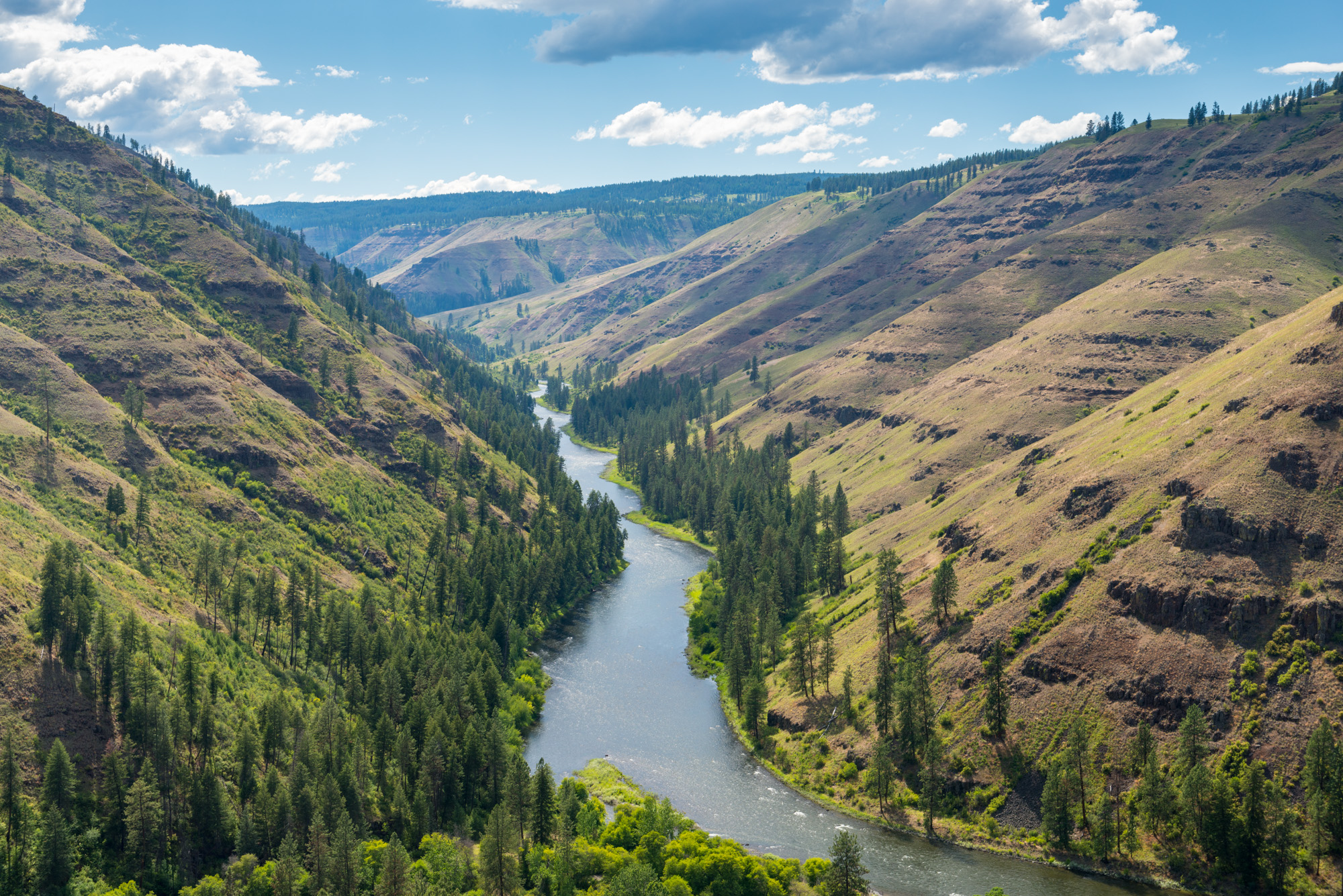
Каньйон річки Гранд-Ронд

Регіон каньйонів та розсічених височин охоплює глибокі річкові каньйони та розсічені плато, що лежать у дощовій тіні гір, на висоті від 300 до 1500 м над рівнем моря. У схилах каньйонів, прорізаних через Колумбійське плато такими річками, як Снейк, Гранд-Ронд, Імнаха та Салмон, оголюються базальти та метаморфічні породи. В регіоні переважають кам'янисті ґрунти, які утримують мало вологи.
На нижніх північних та на верхніх північних схилах зустрічаються рідколісся, основу яких складають тисолисті дуґласії (Pseudotsuga menziesii var. glauca) та жовті сосни (Pinus ponderosa), а також луки, на яких домінує айдахська костриця (Festuca idahoensis). На луках, поширених на нижніх схилах, що виходять на північ, зростають колосисті житняки (Pseudoroegneria spicata) та стрілолисті бальзамові корені (Balsamorhiza sagittata), а на верхніх висотах північних схилів — велетенські ялиці (Abies grandis), бульбашники (Physocarpus spp.) та соснова трава (Calamagrostis rubescens). На луках, що піддалися надмірному випасу, поширений покрівельний стоколос (Bromus tectorum) та інші інвазивні однорічники. У прибережних районах в каньйонах річки Снейк ростуть дрібнолисті гекльберрі (Vaccinium scoparium) та колосисті житняки (Pseudoroegneria spicata), а в каньйонах приток цієї річки — садові жасмини Льюїса (Philadelphus lewisii), західні отруйні плющі (Toxicodendron rydbergii), паросткові дерени (Cornus sericea), сніжноягідники (Symphoricarpos spp.) та голі клени (Acer glabrum) 
Каньйони регіону є прихистком для вапіті (Cervus canadensis), товсторогів (Ovis canadensis), снігових кіз (Oreamnos americanus) та зимуючих білогорлих орланів (Haliaeetus leucocephalus). Історично у річці Снейк нерестилися численні лососі, однак кижучі (Oncorhynchus kisutch) та нерки (Oncorhynchus nerka) вимерли, чавичі (Oncorhynchus tshawytscha) перебувають під загрозою зникнення, а популяція райдужної форелі (Oncorhynchus mykiss) скоротилася.
Регіон охоплює 2826 км² в Орегоні, 2225 км² в Айдахо та невелику область на крайньому південному сході Вашингтону. Він включає більшу частину Національної зони відпочинку Пекельного каньйону та частини Національних лісів Валлова-Вітмен, Паєтт та Не-Персе.

### Нагір'я континентальної зони (11h)

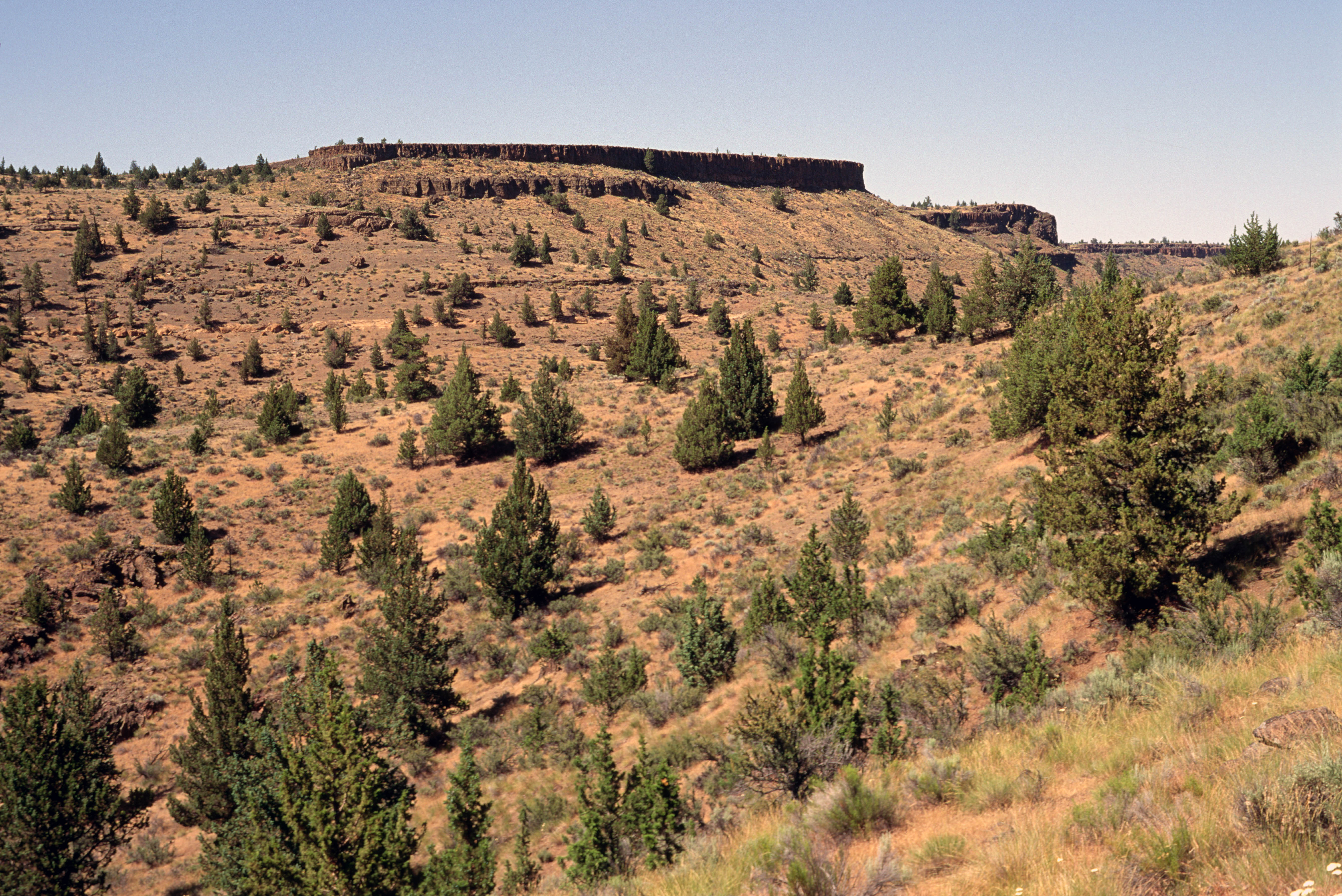
Рідколісся у передгір'ях гір Очоко

Екорегіон нагір'їв континентальної зони охоплює помірно розчленовані гористі вулканічні плато, над якими підіймаються численні шлакові конуси. Його висота коливається від 1200 до 2000 м над рівнем моря. Континентальний клімат регіону характеризується екстремальними коливаннями температури та низькою кількістю опадів. Багато річок та струмків, що протікають територією регіону, течуть на південь та впадають у безстічні лужні озера в екорегіоні північних долин та хребтів.
Рослинний покрив екорегіону представлений рідколіссями жовтих сосен (Pinus ponderosa), у підліску яких поширені чагарники гіркої пуршії (Purshia tridentata), сніжноягідника (Symphoricarpos spp.), кучерявого хвостоплідника (Cercocarpus ledifolius), гірського тризубчастого полину (Artemisia tridentata subsp. vaseyana) та жорсткого полину (Artemisia rigida), а також осоки Геєра (Carex geyeri), соснові трави (Calamagrostis rubescens), колосисті житняки (Pseudoroegneria spicata) та айдахські костриці (Festuca idahoensis). Подекуди в регіоні трапляються тисолисті дуґласії (Pseudotsuga menziesii var. glauca), західні яловці (Juniperus occidentalis) та велетенські ялиці (Abies grandis), одинак ялицеві ліси, поширені в інших високогірних районах Блакитних гір, у континентальних нагір'ях відсутні.
Регіон охоплює 4027 км² в штаті Орегон. Він включає частину Національних лісів Очоко та Малур.

### Передгір'я континентальної зони (11i)

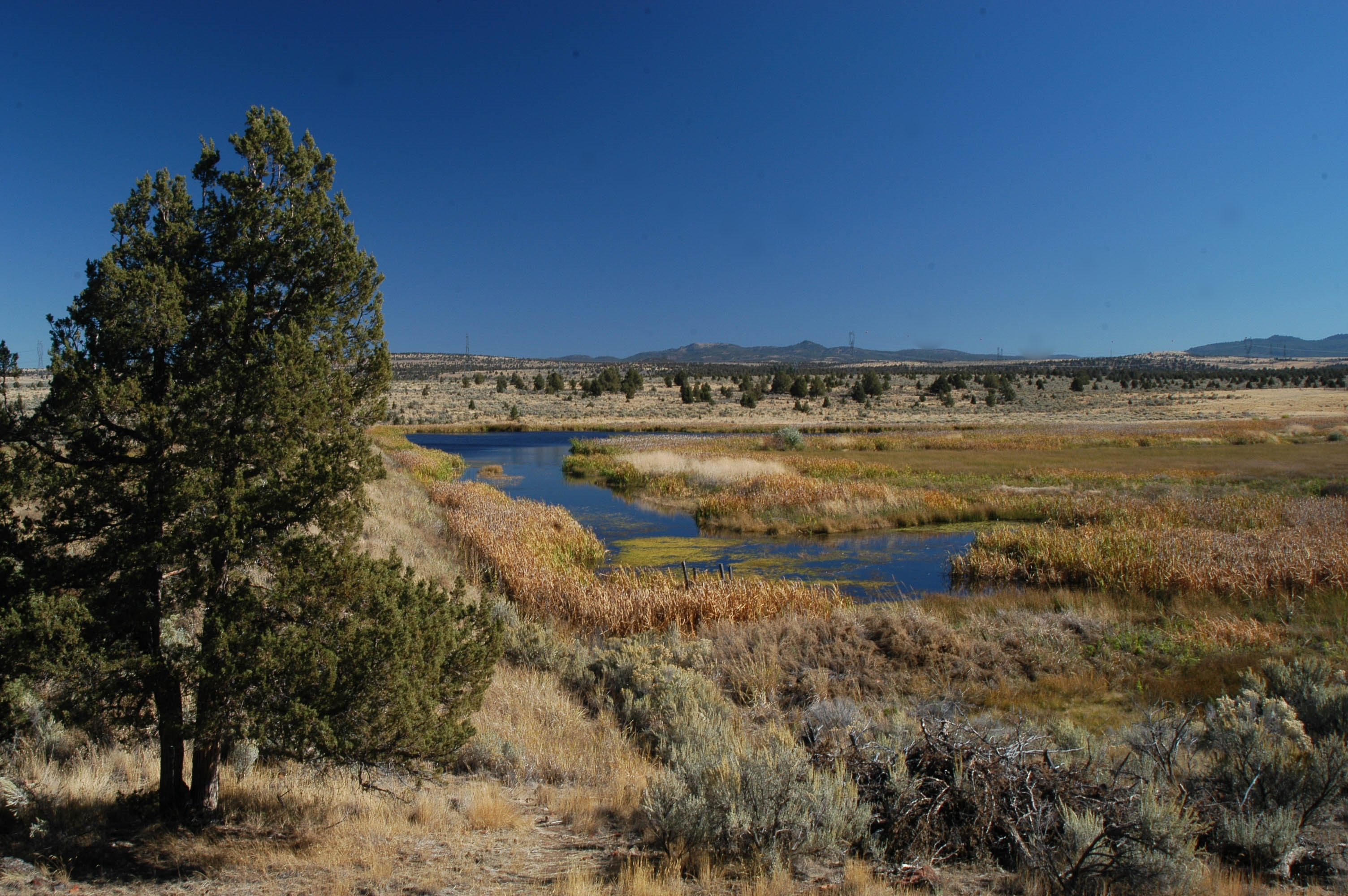
Полиновий степ у передгір'ях гір Очоко

Регіон передгір'їв континентальної зони охоплює передгір'я, пагорби та невисокі гори, що лежать між Блакитними горами, горами Валлова та Снейкським плато, на висоті від 550 до 2000 м над рівнем моря. Каскадні гори, Блакитні гори та гори Валлова блокують будь-який морський вплив, завдяки чому в регіоні панує континентальний клімат. Як наслідок, рослини піддаються екстремальним коливанням температури, високому випаровуванню та високому стресу від недостатку вологи на початку сезону.
Рослинний покрив регіону представлений напівпустельними чагарниковими заростями, поширення яких залежить від глибини і текстури ґрунту та висоти над рівнем моря. Серед чагарників, що зустрічаються у цих полинових степах, слід відзначити гірський тризубчастий полин (Artemisia tridentata subsp. vaseyana), вайомінгський тризубчастий полин (Artemisia tridentata subsp. wyomingensis), кучерявий хвостоплідник (Cercocarpus ledifolius) та гірку пуршію (Purshia tridentata), а серед трав — колосистий житняк (Pseudoroegneria spicata), айдахську кострицю (Festuca idahoensis) та однобокий тонконіг (Poa secunda). Серед сланцевих відслонень зростають колючі масляні кущі (Glossopetalon spinescens). Подекуди в регіоні також трапляються рідколісся, у яких переважають тисолисті дуґласії (Pseudotsuga menziesii var. glauca) та жовті сосни (Pinus ponderosa). Регіон є домом для багатьох диких тварин. Чагарники хвостоплідників та полину взимку є кормом та прихистком для чорнохвостих оленів (Odocoileus hemionus), а гризуни та птахи поїдають плоди полину. 
Регіон передгір'їв континентальної зони є другим за розмірами субрегіоном Блакитних гір. Він охоплює 9622 км² в Орегоні та 1531 км² в Айдахо, на крайньому сході екорегіону.

### Долини Блакитних гір (11k)

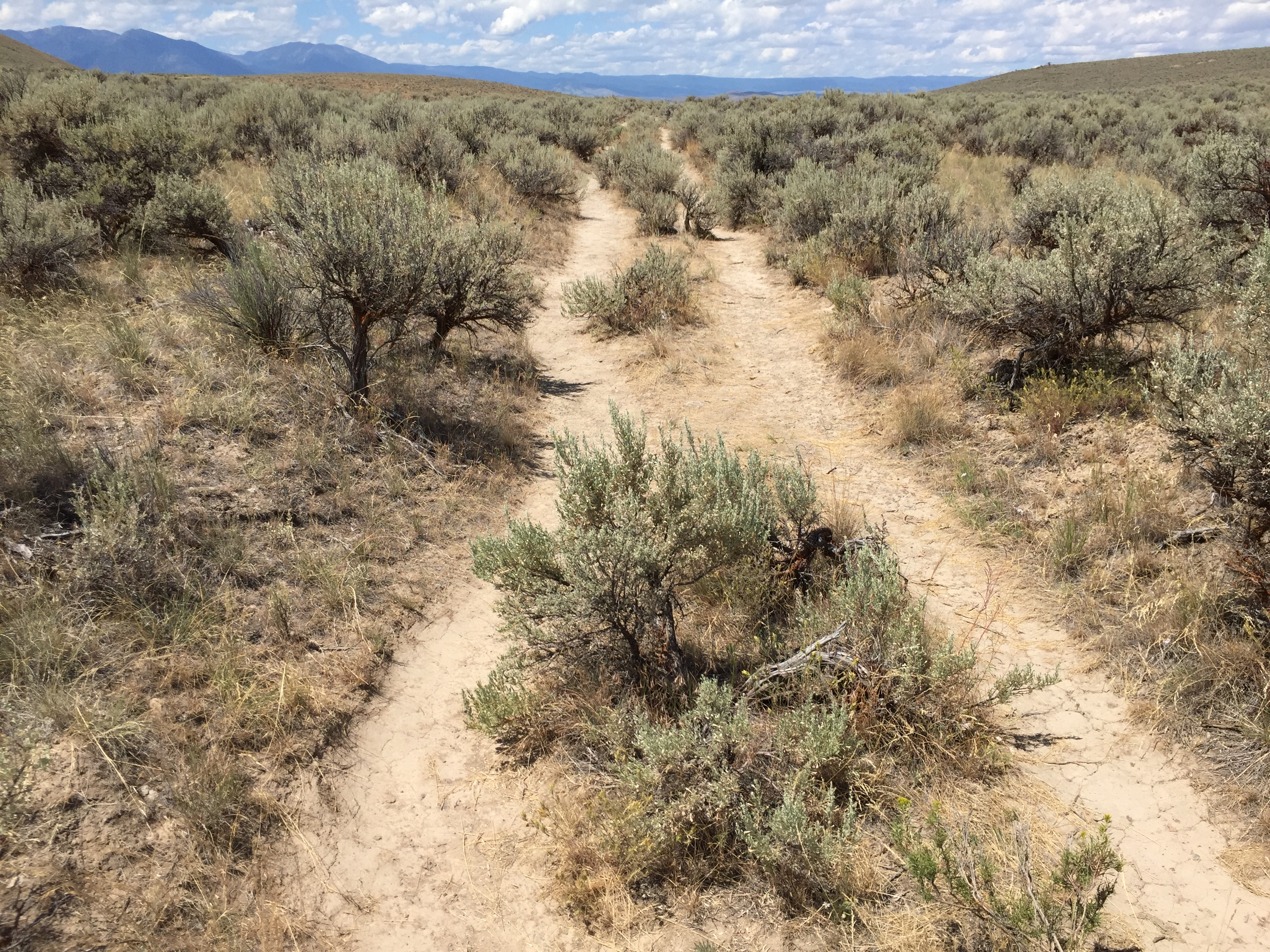
Полиновий степ у долині Бейкер

Регіон долин Блакитних гір охоплює долини Валлова, Гранд-Ронд та Бейкер, розташовані на висоті від 800 до 1500 м над рівнем моря. Він містить річкові заплави й тераси та поодинокі останці, а у долині річки Валлова також зустрічаються зандри, морени та невисокі базальтові плато. Усі три долини мають тектонічне походження, є грабенами та заповнені алювіальними відкладами. Долини Валлова та Гранд-Ронд характеризуються морським кліматом; тут переважають вологі лесові ґрунти. Долина Бейкер, яка лежить у дощовій тіні гір Елкхорн, більш суха і містить ділянки, де переважають лужні ґрунти. З навколишніх гір у долини стікають водні потоки.
У долині Бейкер поширені полинові степи, у яких переважає вайомінгський тризубчастий полин (Artemisia tridentata subsp. wyomingensis), а у долинах Валлова та Гранд-Ронд — луки, на яких росте колосистий житняк (Pseudoroegneria spicata) та айдахська костриця (Festuca idahoensis). На водно-болотних угіддях регіону ростуть дернисті щучники (Deschampsia cespitosa), осоки (Cyperaceae), попелясті колосняки (Leymus cinereus) та американські солонокущі (Sarcobatus vermiculatus). Більшість заплавних водно-болотних угідь регіону були осушені та перетворені на сільськогосподарські угіддя, однак їх залишки збереглися у долині Гранд-Ронд, на території Природної зони Ледд-Марш.
Регіон охоплює 5139 км² в штаті Орегон, між містами Ла-Гранд та Бейкер-Сіті, а також в околицях Ентерпрайзу в долині Валлова.

### Зона мезофільних лісів (11l)

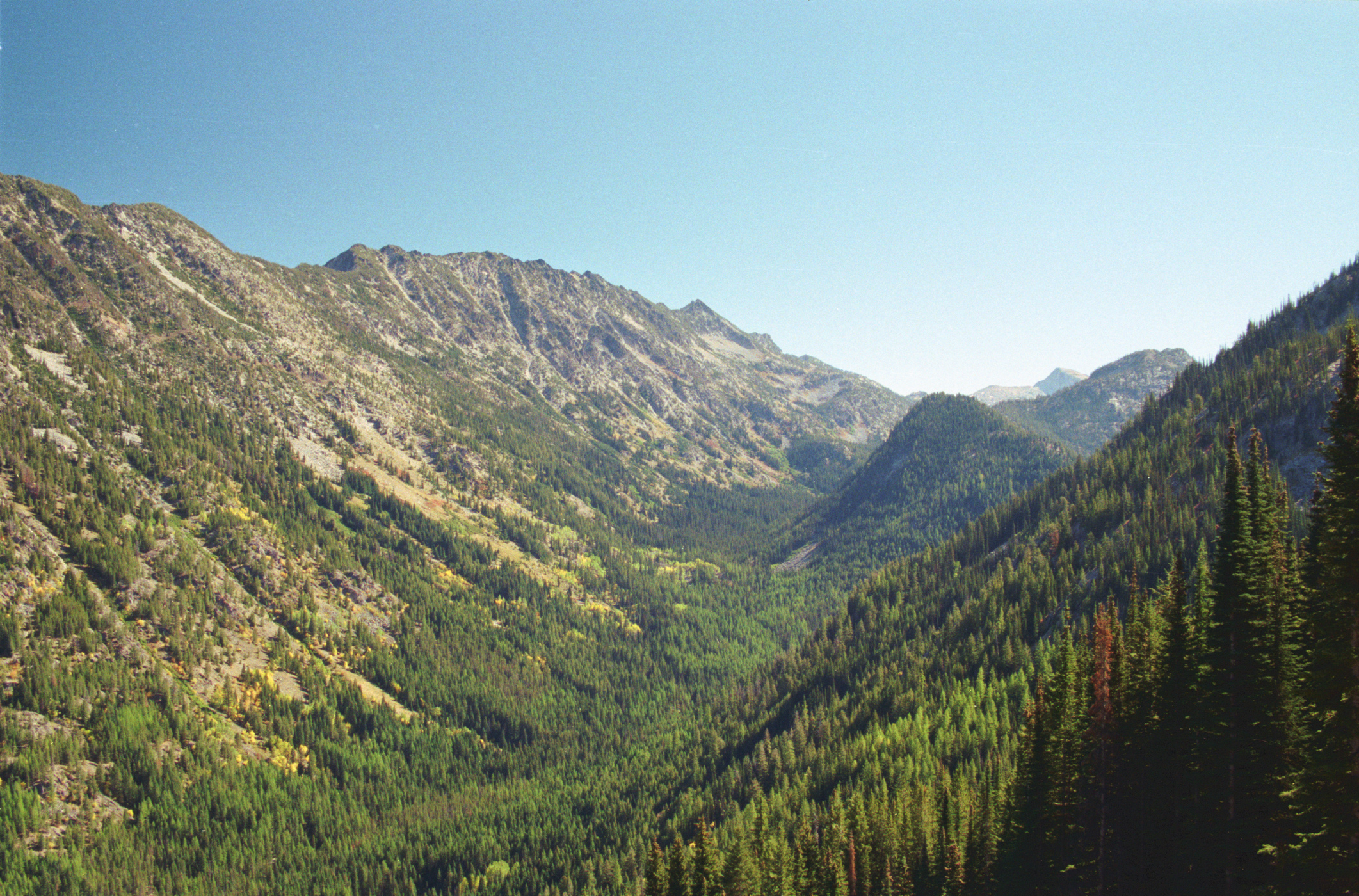
Долина річки Лостін (річка) в горах Валлова

Регіон зони мезофільних лісів охоплює низку ізольованих розчленованих вулканічних плато та середньовисотних гір, що лежать на висоті від 1200 до 2350 м над рівнем моря. Він включає найбільш лісисті ділянки екорегіону, розташовані у Блакитних горах та у західних частинах гір Валлова та Семи Дияволів. Клімат регіону перебуває під впливом морських повітряних мас, що рухаються із заходу на схід каньйоном річки Колумбія. Тут випадає більше опадів, ніж в інших лісистих районах Блакитних гір, а сніг тримається до пізньої весни. Ґрунт, сформований з вулканічного попелу, утримує вологу у посушливі періоди, та підтримує багаті ялиново-ялицеві ліси.
В лісах, що ростуть на прохолодних гірських схилах, переважають субальпійські ялиці (Abies lasiocarpa), ялини Енгельмана (Picea engelmannii), гірські тсуґи (Tsuga mertensiana) та скручені сосни (Pinus contorta), а в їх підліску — чагарники великої гекльберрі (Vaccinium membranaceum), дрібнолистої гекльберрі (Vaccinium scoparium) та ютської жимолості (Lonicera utahensis), а також однобокі боровинки (Orthilia secunda), круглолисті фіялки (Viola rotundifolia) та північно-західні осоки (Carex concinnoides). На більш вологих схилах зростають велетенські ялиці (Abies grandis), західні модрини (Larix occidentalis), одноцвіті клінтонії (Clintonia uniflora) та малі порушники (Chimaphila menziesii), а на більш сухих схилах — тисолисті дуґласії (Pseudotsuga menziesii var. glauca), жовті сосни (Pinus ponderosa), голі клени (Acer glabrum), бульбашники (Physocarpus spp.), осоки Геєра (Carex geyeri). великолисті меринґії (Moehringia macrophylla) та соснова трава (Calamagrostis rubescens). На низьких, сухих ділянках поширені ліси жовтої сосни (Pinus ponderosa).
Регіон охоплює 5765 км² в Орегоні, 122 км² в Айдахо та кілька невеликих ділянок на південному сході Вашингтону. Він включає частини Національних лісів Малур, Очоко, Уматілла та Валлова-Вітмен, а також значні частини Природних зон Мілл-Крік, Брідж-Крік, Блек-Каньйон, Монумент-Рок, Норт-Форк-Джон-Дей, Норт-Форк-Уматілла та Ігл-Кеп.

### Субальпійсько-альпійська зона (11m)

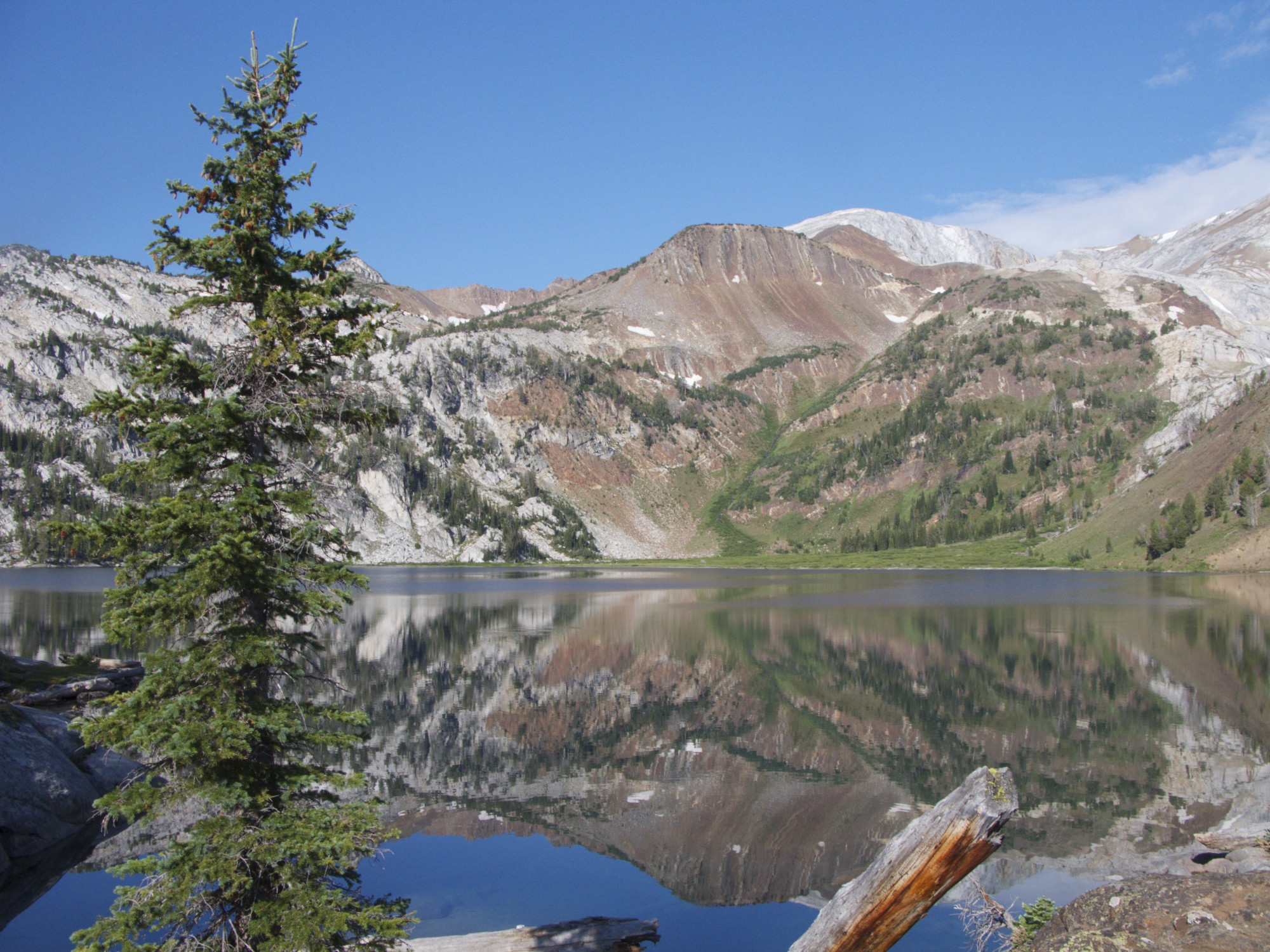
Озеро Айс та Пік Сакаджавеї у високогір'ях гір Валлова

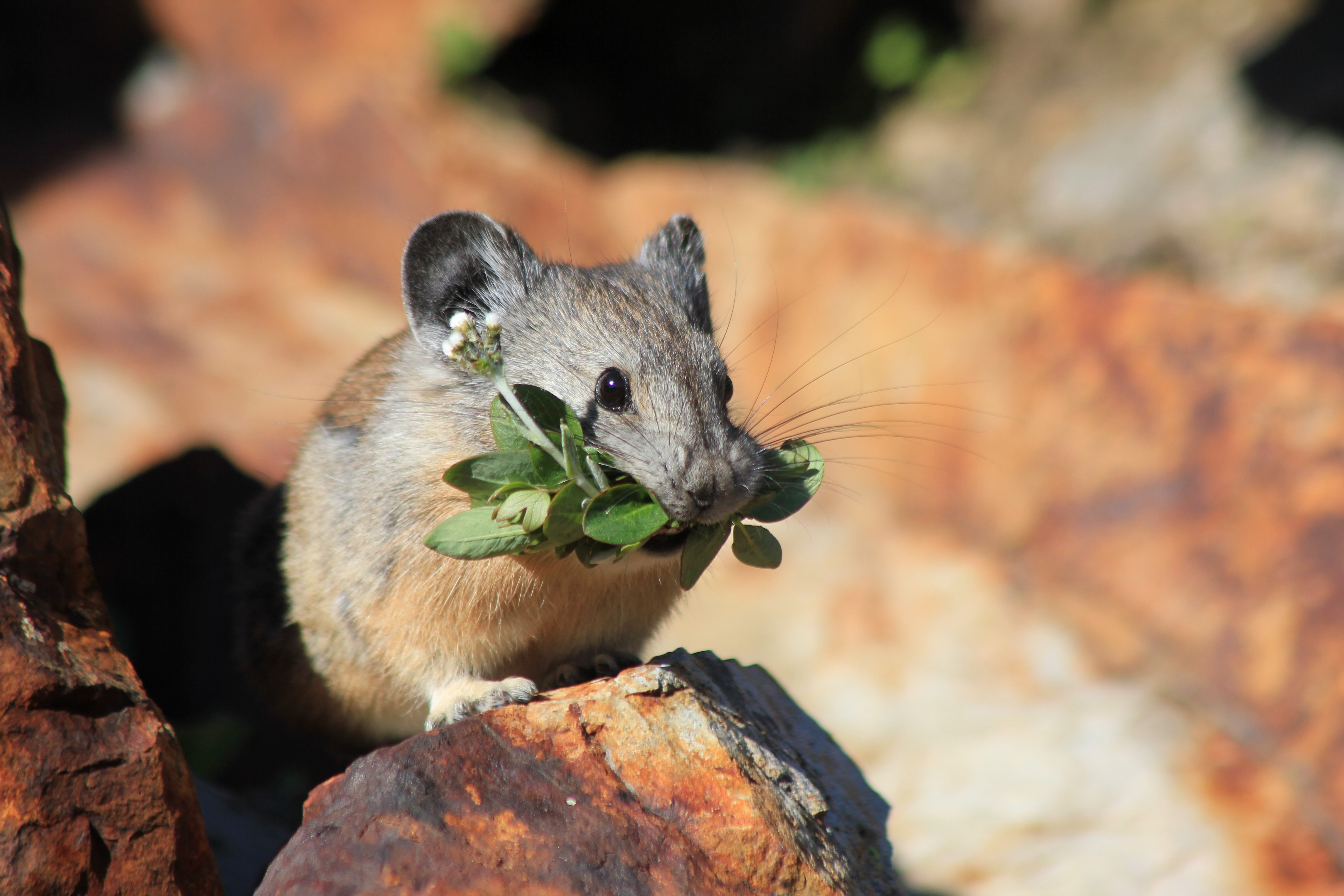
Американська пискуха (Ochotona princeps) у високогір'ях гір Валлова

Регіон субальпійсько-альпійської зони охоплює найвищі гірські вершини екорегіону, які розташовані на висоті від 2000 до 3000 м над рівнем моря. Він включає гострі гірські хребти, гірські льодовики, льодовикові цирки та карові озера. 
Поблизу верхньої межі лісу поширені дуже розріджені субальпійські ліси, у яких переважають субальпійські ялиці (Abies lasiocarpa), ялини Енгельмана (Picea engelmannii) та білокорі сосни (Pinus albicaulis), які витримують глибокий сніговий покрив та дуже короткий вегетаційний період. Подекуди ці дерева утворюють криволісся. На більших висотах поширені альпійські луки, голі скелі, сніжники та льодовики. На луках, що ростуть на сухих південних схилах, переважають айдахські костриці (Festuca idahoensis) та чагарники гірського тризубчастого полину (Artemisia tridentata subsp. vaseyana), а на більш вологих луках — кассіопеї Мертенса (Cassiope mertensiana) та ситники Паррі (Juncus parryi). Історично у високогірних альпійських луках регіону, особливо у горах Валлова, переважали зелені костриці (Festuca viridula) та осоки (Cyperaceae), однак внаслідок інтенсивного випасу овець на початку XX століття у багатьох альпійських лучних угрупованнях наразі переважають інтродуковані види.
Регіон охоплює 1399 км² в Орегоні та 184 км² в Айдахо. Він включає частини Природних зон Ігл-Кеп та Строберрі-Маунтін, а також частину Національного лісу Паєтт.

### Долина річки Дешут (11n)
Регіон долини річки Дешут. розташований на заході екорегіону, являє собою широку річкову долину, яка лежить на висоті від 600 до 1200 м над рівнем моря. Північна частина долини вкрита базальтовою лавою та має майже рівну поверхню, тоді як південна частина долини має більш нерівний, розчленований рельєф. Клімат регіону відчуває морський вплив і менш посушливий, ніж клімат ботанічно подібних високих лавових рівнин (80g) в екорегіоні північних долин та хребтів. Через близькість Високих Каскадів щільність річкової мережі в регіоні є високою. У результаті густота населення тут набагато вища, ніж на високих лавових рівнинах. Канали несуть річкову воду до полів, що розташовані в заплавах та на річкових терасах. Тут вирощують озиму пшеницю, картоплю, люцерну, м'яту, цибулю, моркву та часник.
Природний рослинний покрив регіону представлений полиновими степами, у яких ростуть чагарники гіркої пуршії (Purshia tridentata), вайомінгського тризубчастого полину (Artemisia tridentata subsp. wyomingensis), басейнового тризубчастого полину (Artemisia tridentata subsp. tridentata) та гірського тризубчастого полину (Artemisia tridentata subsp. vaseyana), а також колосисті житняки (Pseudoroegneria spicata), айдахські костриці (Festuca idahoensis) та голко-ниткова ковила (Hesperostipa comata). На неглибоких кам'янистих ґрунтах поширені рідколісся західних яловців (Juniperus occidentalis). У прибережних районах ростуть ромболисті вільхи (Alnus rhombifolia), жовті сосни (Pinus ponderosa), західні яловці (Juniperus occidentalis) та кущі чорного глоду (Crataegus douglasii). Також в регіоні зустрічаються інтродуковані види, такі як вірменська ожина (Rubus armeniacus), звичайна очеретянка (Phalaris arundinacea) та буркун (Melilotus spp.)
Регіон охоплює 4082 км² в Орегоні, вздовж річок Дешут та Крукед, у трикутнику між містами Ворм-Спрінгс, Прайнвілл та Бенд. Він включає частину резервації Ворм-Спрінгс та Національних луків річки Крукед.

### Прохолодні долини (11o)
Регіон прохолодних долин охоплює прохолодні вологі долини та улоговини, оточені горами. Ці улоговини лежать на висоті від 1100 до 1830 м над рівнем моря. Тут переважають алювіальні відклади та мулисті або ґлинисті ґрунти. Рівень ґрунтових вод в регіоні є високим. Численні звивисті річки та струмки динамічно взаємодіють із заплавами, у яких переважають заболочені луки. На луках регіону ростуть дернисті щучники (Deschampsia cespitosa), балтійські ситники (Juncus balticus) та чужорідні лучні тонконоги (Poa pratensis), а у полинових степах — чагарники гірського тризубчастого полину (Artemisia tridentata subsp. vaseyana) та чагарничкового полину (Artemisia arbuscula), осоки (Cyperaceae) та айдахські костриці (Festuca idahoensis). Водойми регіону є важливими для нересту лососів. Короткий вегетаційний період та насичені водою ґрунти роблять долини регіону непридатними для вирощування більшості сільськогосподарських культур, за винятком сіна, однак на луках регіону пасуться корови та вапіті.
Регіон прохолодних долин є найменшим субрегіоном Блакитних гір. Він охоплює кілька розрізнених ділянок загальною площею 1036 км² у Центральному та Східному Орегоні.

## Збереження
Вирубка лісів, випас худоби, боротьба з пожежами та будівництво гідротехнічних споруд змінили природу регіону. Лише близько 10 % лісів екорегіону залишаються недоторканими. Тим не менш, більше чверті території регіону залишається відносно незайманою. Основною загрозою для збереження природи регіону є подальша вирубка лісів.
Оцінка 2017 року показала, що 6507 км², або 9 % екорегіону, є заповідними територіями. Природоохоронні території включають: Національний ліс Очоко, Національний ліс Малур, Національний ліс Уматілла, Національний ліс Паєтт, Національний ліс Валлова-Вітмен, Національний ліс Не-Персе, Національні луки річки Крукед, Національну зону відпочинку Пекельного каньйону, Природну зону Норт-Форк-Джон-Дей, Природну зону Ігл-Кеп та Природну зону Венаха-Туканнон.